# Les Animaux fantastiques (film)
Cet article concerne le film de David Yates. Pour le livre-guide de J. K. Rowling, voir Les Animaux fantastiques.
Pour les articles homonymes, voir Les Animaux fantastiques.
Série Les Animaux fantastiques
Les Crimes de Grindelwald
(2018)
Pour plus de détails, voir Fiche technique et Distribution.
Les Animaux fantastiques (Fantastic Beasts and Where to Find Them) est un film de fantasy américano-britannique réalisé par David Yates et sorti en 2016. Le scénario est le premier écrit par la romancière et auteure des aventures de Harry Potter J. K. Rowling et le film et ses suites prévues constituent une « extension du monde des sorciers » pour les personnes au fait de la saga originelle. Il s'agit d'une œuvre sérielle dérivée qui se focalise sur plusieurs personnages secondaires mentionnés ou présents dans l'histoire même de Harry Potter, et qui débute soixante-cinq ans plus tôt.
C'est un premier volet de la série Les Animaux fantastiques et le neuvième film de la franchise du monde des sorciers de J. K. Rowling. Il est suivi par Les Crimes de Grindelwald en 2018, lui-même suivi par Les Secrets de Dumbledore en 2022.
C'est le seul film adapté du monde des sorciers de J. K. Rowling à avoir reçu un Oscar américain, celui des Meilleurs costumes.

## Synopsis
En 1926, Gellert Grindelwald, un puissant mage noir, a disparu depuis deux ans. Pourtant, la menace est toujours aussi pesante. Certains sorciers extrémistes pensent qu'il serait nécessaire de révéler l'existence des sorciers à la population non magique, afin d'affirmer leur domination « pour le plus grand bien ». Chez les Non-Maj (terme américain pour Moldus), la secte des Fidèles de Salem sévit à New York, traquant les sorciers et sorcières pour les exterminer tous.
À New York, des événements étranges se produisent, provoquant la stupéfaction tant des Non-Majs que des sorciers. Le directeur du département de la Justice magique du MACUSA (Magical Congress of the USA, Congrès magique des États-Unis d'Amérique), Percival Graves, enquête sur ces événements. On les décrit comme « une ombre avec des yeux », et tout laisse penser à un retour de Grindelwald même si Graves penche plutôt sur l'hypothèse d'une créature magique. En parallèle à son enquête, il demande à Croyance Bellebosse, le fils adoptif de Mary Lou Bellebosse, fondatrice des Fidèles de Salem, de retrouver dans l'orphelinat de sa mère un enfant sorcier particulièrement puissant pour le lui confier.
Au fil du temps, Graves semble développer des idéologies similaires à celles de Grindelwald : il prône l'émancipation des sorciers par rapport au monde moldu, et l'enfant que Croyance doit lui remettre l'aidera à cela. Seulement, un soir, le sénateur Henry Shaw Jr., fils d'un riche éditorialiste, est assassiné durant une conférence par une force mystérieuse. Une réunion de crise est organisée au MACUSA : les représentants magiques de tous les pays sont réunis par Séraphine Picquery, présidente du MACUSA. Mais l'assemblée est interrompue par l'arrivée de Tina Goldstein, ancienne Auror, avec une valise. Elle révèle que la veille est arrivé en ville Norbert Dragonneau, magizoologiste britannique, et que ses créatures se sont échappées.
À son arrivée à New York, Norbert a en effet laissé s'échapper son niffleur, qui a infiltré une banque et volé une somme colossale d'argent. En le récupérant, il est surpris par Jacob Kowalski, un Non-Maj venu à la banque pour demander un prêt afin de pouvoir ouvrir une boulangerie, et qui a été refusé. Norbert essaye de le soumettre au sortilège de l'oubliette et Jacob, affolé, s'enfuit après avoir assommé le jeune homme avec sa valise. Dans sa frayeur, il intervertit les valises et se retrouve avec celle de Norbert. Une fois chez lui, lorsqu'il ouvre cette valise, c'est une catastrophe. Des animaux parviennent à s'en échapper, dont l'occamy, le demiguise, le billywig, le murlap (qui l’attaque), et l'éruptif. Norbert retrouve Jacob et les deux hommes sont ensuite hébergés par Tina et sa sœur Queenie, une legilimens, mais doivent leur fausser compagnie pour récupérer les animaux magiques. C'est en récupérant l'éruptif que Norbert et Jacob sont faits prisonniers dans la valise magique par Tina qui les mène au MACUSA. La présidente est formelle : la détention d'animaux d'élevage est interdite aux États-Unis. Tina, Jacob et Norbert sont enfermés, bien que Norbert reconnaisse les marques d'un obscurus — une entité maléfique créée par les jeunes sorciers (nommés dès lors des Obscurials), ayant réprimé leur magie à tel point qu'elle en devient néfaste et incontrôlable — sur les victimes de la créature sévissant en ville.
Graves, comprenant que le danger rôde autour de New York, presse Croyance de lui retrouver l'enfant, et lui remet un collier représentant la marque de Grindelwald, le symbole des reliques de la Mort. Graves revient ensuite interroger Norbert, révélant la présence dans sa valise d'un obscurus, récupéré d'une jeune sorcière soudanaise décédée. Il fait condamner à mort Norbert et Tina. Norbert parvient à se libérer et sauve la vie de Tina, après avoir neutralisé les gardes. Ils s'échappent avec l'aide de Queenie et Jacob.
Le soir même, Mary Lou Bellebosse est assassinée par la même force mystérieuse que celle qui a assassiné le sénateur Shaw. Soupçonnant d'abord Modesty Bellebosse, la sœur de Croyance, Graves va faire face à une révélation époustouflante : l'Obscurial qui sévit à New York est en réalité Croyance lui-même, ayant engendré un obscurus très puissant, puisque ceux-ci ne devraient pas pouvoir vivre au-delà de dix ans et que Croyance en a une vingtaine. Refusant l'aide de Graves qui a trahi sa confiance, Croyance s'enfuit et saccage la ville, alors que Norbert et ses compagnons réunissent à peine toutes les créatures magiques dans la valise.
Refusant que les Aurors ou les policiers Non-Majs fassent du mal à une créature magique, qu'elle soit dangereuse ou pas, Norbert part neutraliser Croyance, réfugié dans le métro new-yorkais. Il tente de le calmer et de gagner sa confiance, mais Graves engage un duel contre lui et ils sont rejoints par les Aurors qui détruisent Croyance. Comprenant certaines choses dans le discours tenu par Graves juste après la destruction de l'obscurus, Norbert l'immobilise et révèle sa véritable identité : Gellert Grindelwald. Le mage noir est enfermé par le gouvernement magique américain, mais il promet de s'échapper pour une vengeance de très grande ampleur. Toute la population new-yorkaise a assisté à ce déchaînement de magie dans ses rues. Norbert relâche alors de sa valise son gigantesque « oiseau-tonnerre », qui était le véritable but de son voyage en Amérique, dans la mesure où il comptait le libérer dans les paysages sauvages de l'Arizona, et le munit d'une fiole contenant une substance d'« oubliette ». L'oiseau s'envole, provoque un regroupement de nuages puis un déluge de pluie mêlée à l'oubliette. Ainsi, la mémoire des événements s'efface pour tous les habitants de la ville tandis que les Aurors réparent prestement tous les dégâts occasionnés par l'obscurus.
Jacob Kowalski, devenu ami avec Norbert, Tina et surtout Queenie qui a un faible pour lui, doit lui aussi subir le sortilège d'oubliette sur ordre de la présidente Picquery, qui ne tolère aucune exception. Il a le temps de dire au revoir à ses amis et d'embrasser Queenie avant d'oublier les derniers évènements. Plus tard, alors qu'il a repris son travail dans une conserverie, Norbert le heurte et échange volontairement sa valise avec lui. Quand Jacob ouvre la valise, il découvre qu'elle contient des coquilles d'œuf d'occamy en argent. Il dispose ainsi d'un capital suffisant pour ouvrir sa boulangerie à New York, qui va connaître un succès fulgurant, notamment grâce à des pâtisseries prenant la forme des animaux fantastiques dont il est censé ne pas se souvenir. C'est alors que Queenie entre dans sa boulangerie, ils se sourient.
Norbert, quant à lui, quitte ses compagnons pour retourner en Europe, publier l'ouvrage sur les créatures magiques qu'il écrivait en parallèle de ses voyages, et avant d'embarquer sur le navire, promet à Tina de revenir lui en offrir un exemplaire en main propre.

## Fiche technique
Sauf indication contraire, les informations mentionnées dans cette section peuvent être confirmées par la base de données cinématographiques IMDb,  présente dans la section « Liens externes ».
- Titre : Les Animaux fantastiques

Logo anglophone original du film.

- Titre original : Fantastic Beasts and Where to Find Them
- Réalisation : David Yates
- Scénario : J. K. Rowling (scénario librement inspiré de son dictionnaire Les Animaux fantastiques[3])
- Chef opérateur : Philippe Rousselot[4]
- Direction artistique : Stuart Craig
- Décors : James Hambidge, Anna Pinnock
- Costumes : Colleen Atwood
- Photographie : Philippe Rousselot
- Son : Glenn Freemantle
- Montage : Mark Day
- Musique : James Newton Howard
- Production : David Heyman, Steve Kloves, J. K. Rowling et Lionel Wigram
  - Production déléguée : Neil Blair, Tim Lewis et Rick Senat
- Sociétés de production : Heyday Films ; Warner Bros. Pictures, Wigram Productions et The Blair Partnership (coproductions)
- Société de distribution : Warner Bros. Pictures
- Budget : 180 millions de dollars[5]
- Pays d'origine :  États-Unis,  Royaume-Uni
- Langue originale : anglais
- Format : couleur - 35 mm - 2,35:1 (Panavision) - son Dolby Digital / DTS / Dolby Atmos
- Genre : Fantasy et aventure
- Durée : 133 minutes
- Dates de sortie :
  - Irlande : 15 novembre 2016 (avant-première mondiale à Dublin)
  - Belgique, France, Suisse romande : 16 novembre 2016
  - Canada, États-Unis, Royaume-Uni : 18 novembre 2016
- Classification :
  -  États-Unis : PG-13 : For some fantasy action violence
  -  France : film tous publics lors de sa sortie en salle

## Distribution
- Eddie Redmayne (VF : Théo Frilet ; VQ : Xavier Dolan) : Norbert Dragonneau
- Katherine Waterston (VF : Pascale Chemin ; VQ : Evelyne Gélinas) : Tina Goldstein
- Dan Fogler (VF : Laurent Maurel ; VQ : Tristan Harvey) : Jacob Kowalski
- Alison Sudol (VF : Marie Diot ; VQ : Catherine Brunet) : Queenie Goldstein
- Colin Farrell (VF : Boris Rehlinger ; VQ : Martin Watier) : Percival Graves
- Ezra Miller (VF : Gauthier Battoue ; VQ : Nicolas Bacon) : Croyance (Credence) Bellebosse
- Samantha Morton (VF : Claire Beaudoin ; VQ : Manon Arsenault) : Mary Lou Bellebosse
- Jon Voight (VF : Frédéric Cerdal ; VQ : Jean-Marie Moncelet) : Henry Shaw, Sr.
- Carmen Ejogo (VF : Annie Milon ; VQ : Hélène Mondoux) : Séraphine Picquery
- Ron Perlman (VF : Pascal Casanova ; VQ : Yves Corbeil) : Gnarlak
- Josh Cowdery (en) (VF : Marc Arnaud ; VQ : Alexis Lefebvre) : le sénateur Henry Shaw, Jr.
- Ronan Raftery (en) (VF : Brice Ournac ; VQ : Maël Davan-Soulas) : Langdon Shaw
- Faith Wood-Blagrove (en) (VF : Juliette Gesteau ; VQ : Alice Déry) : Modestie Bellebosse
- Jenn Murray (VF : Caroline Espargilière) : Chasteté Bellebosse
- Kevin Guthrie (VQ : Hugolin Chevrette-Landesque) : M. Abernathy
- Peter Breitmayer (VF : Michel Voletti ; VQ : Marc Bellier) : M. Bingley
- Dan Hedaya : Rouxi (gobelin)
- Martin Oelbermann (VF : Jochen Hägele) : Heinrich Eberstadt
- Gemma Chan (VF : Yumi Fujimori) : Mme Ya Zou
- Zoë Kravitz : Leta Lestrange (caméo photographique)
- Johnny Depp (VF : Bruno Choël ; VQ : Gilbert Lachance) : Gellert Grindelwald
- Elizabeth Moynihan (VF : Valérie Siclay) : l'exécutrice no 1
- Miquel Brown (VF : Maïk Darah) : l'exécutrice no 2
- Emily Joy Green (en) (VQ : Ines Talbi) : la chanteuse de Jazz Goblin
Version française
  - Société de doublage : Dubbing Brothers
  - Direction artistique : Barbara Tissier
  - Adaptation : Linda Bruno

 Source et légende : version française (VF) sur RS Doublage et selon le carton du doublage français cinématographique ; version québécoise (VQ) sur Doublage.qc.ca

Photos des acteurs principaux
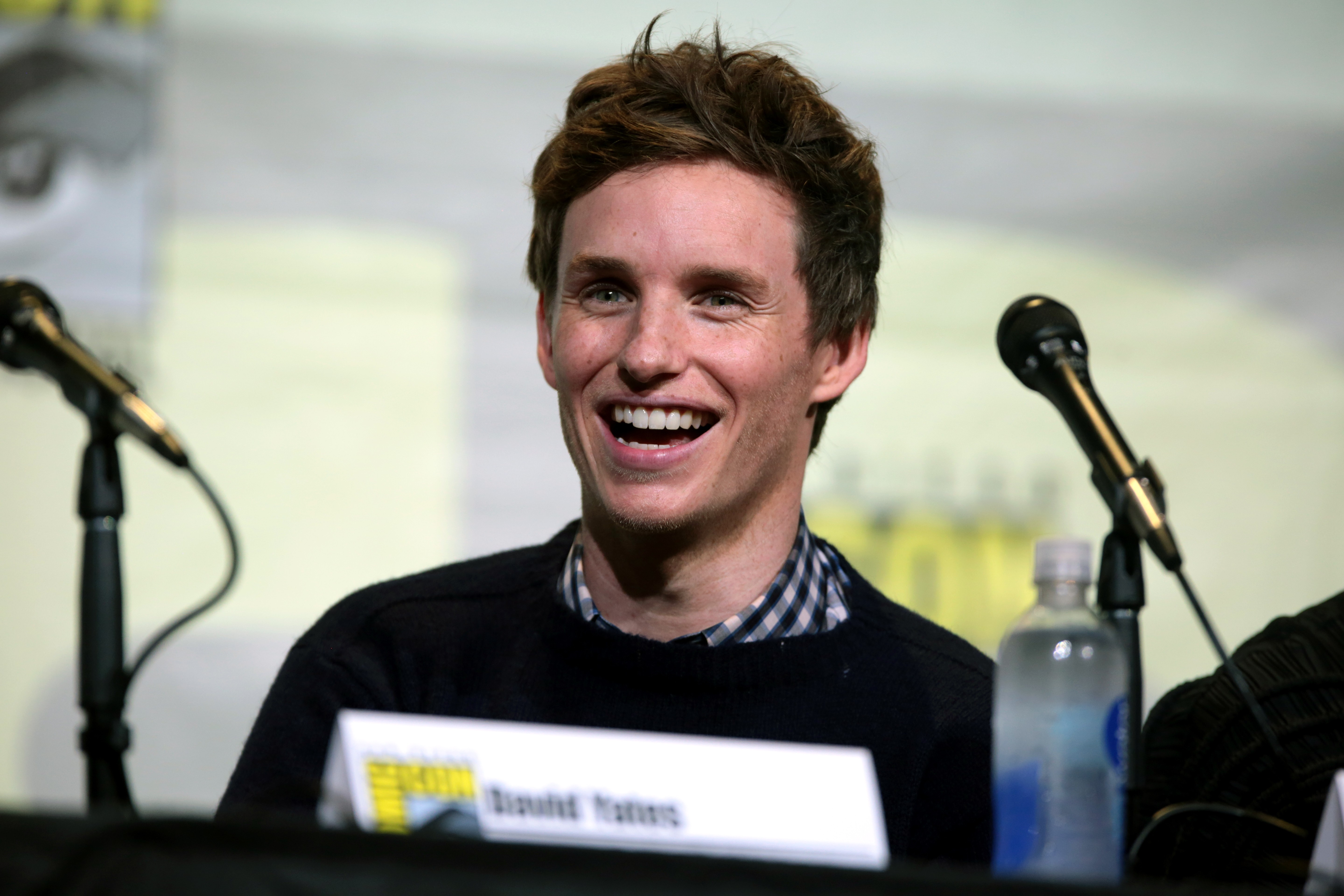
Eddie Redmayne (Norbert Dragonneau)
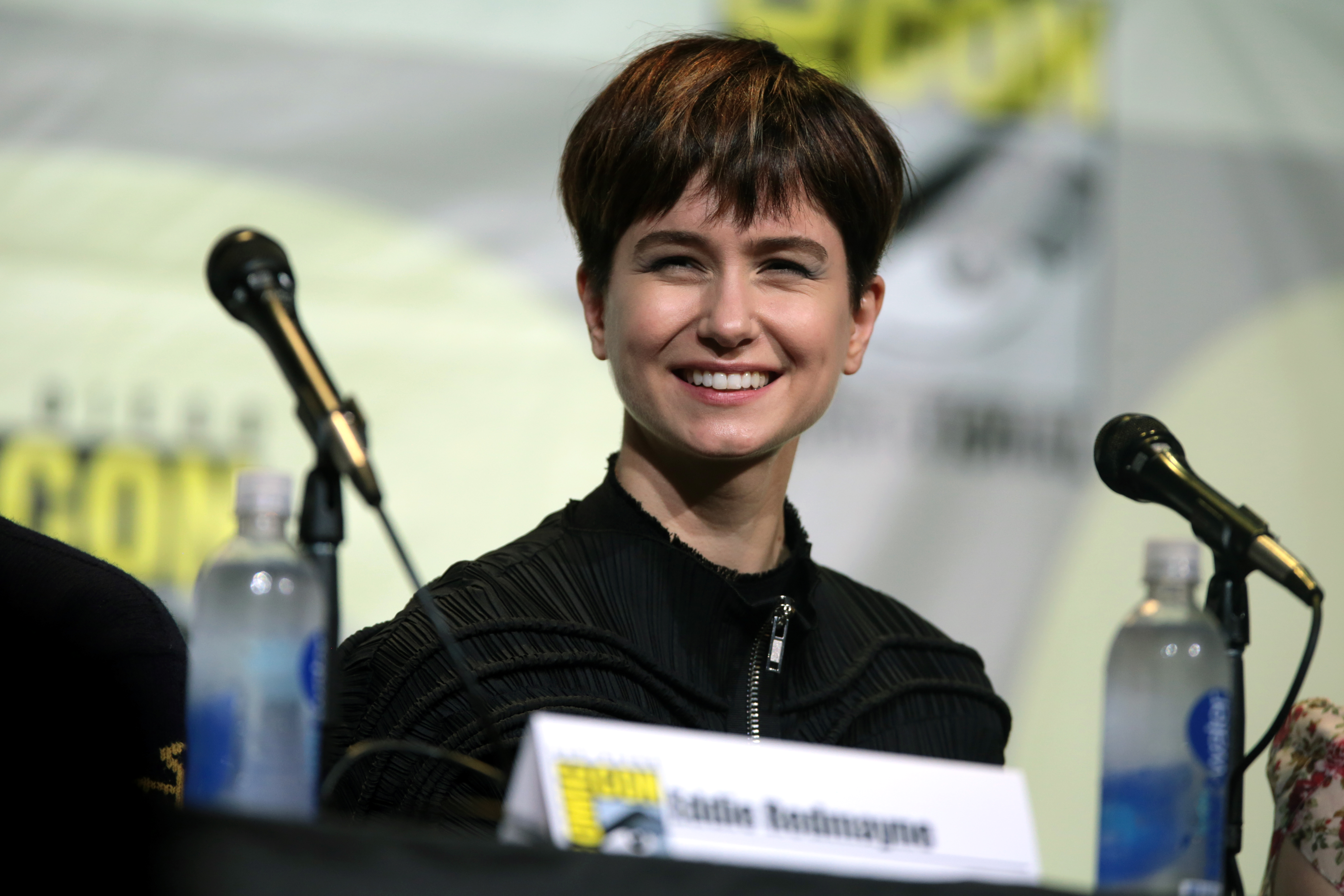
Katherine Waterston (Tina Goldstein)
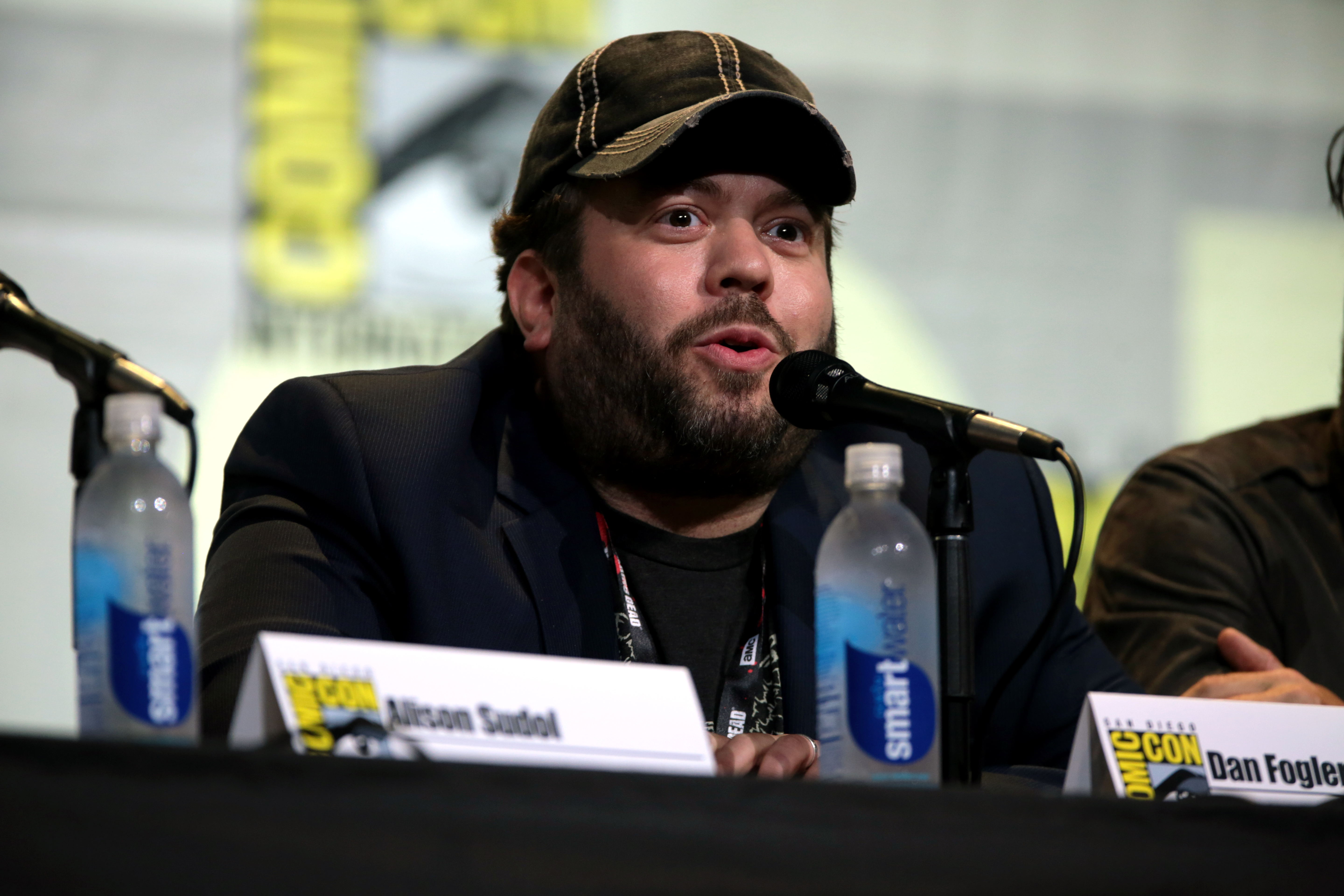
Dan Fogler (Jacob Kowalski)
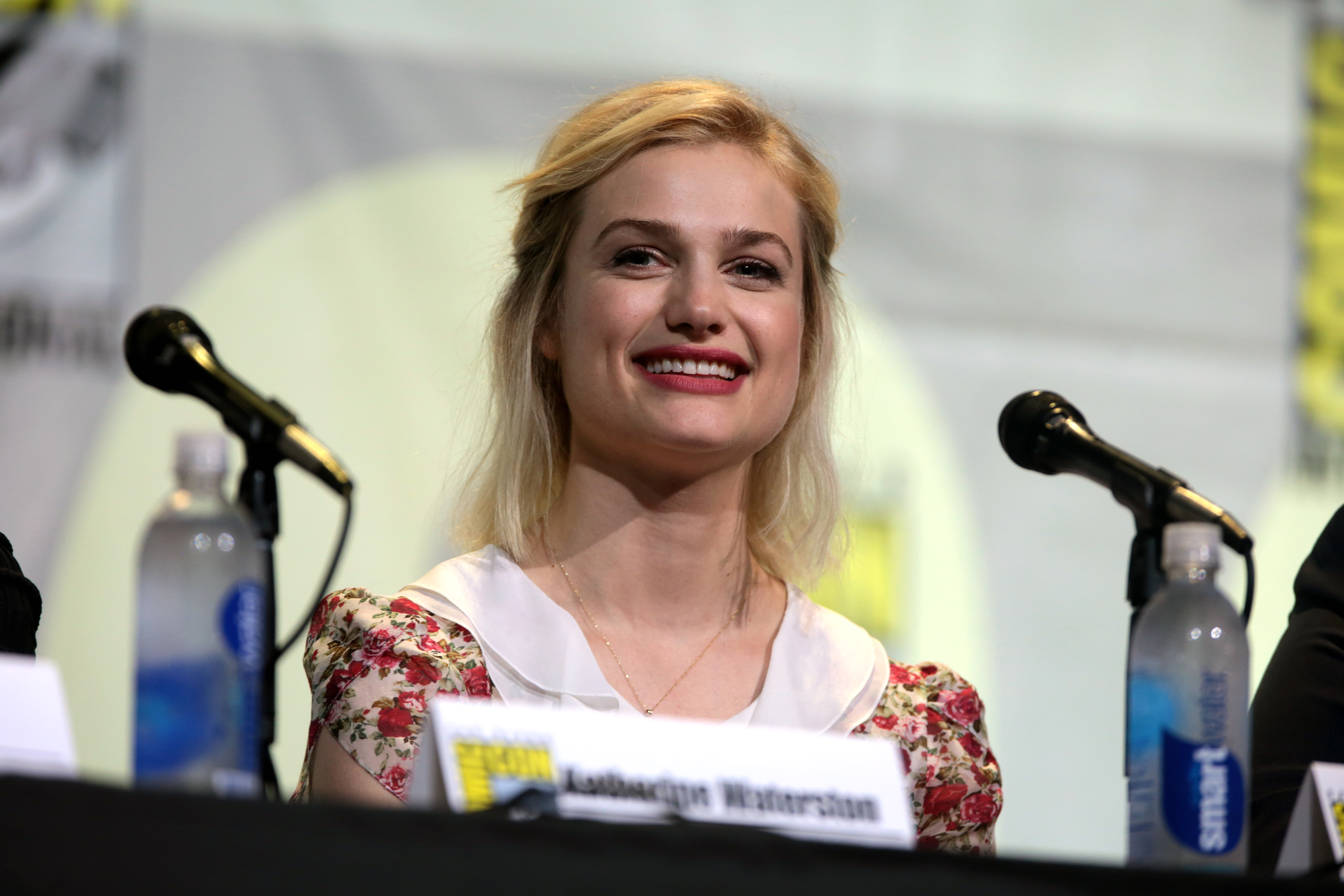
Alison Sudol (Queenie Goldstein)
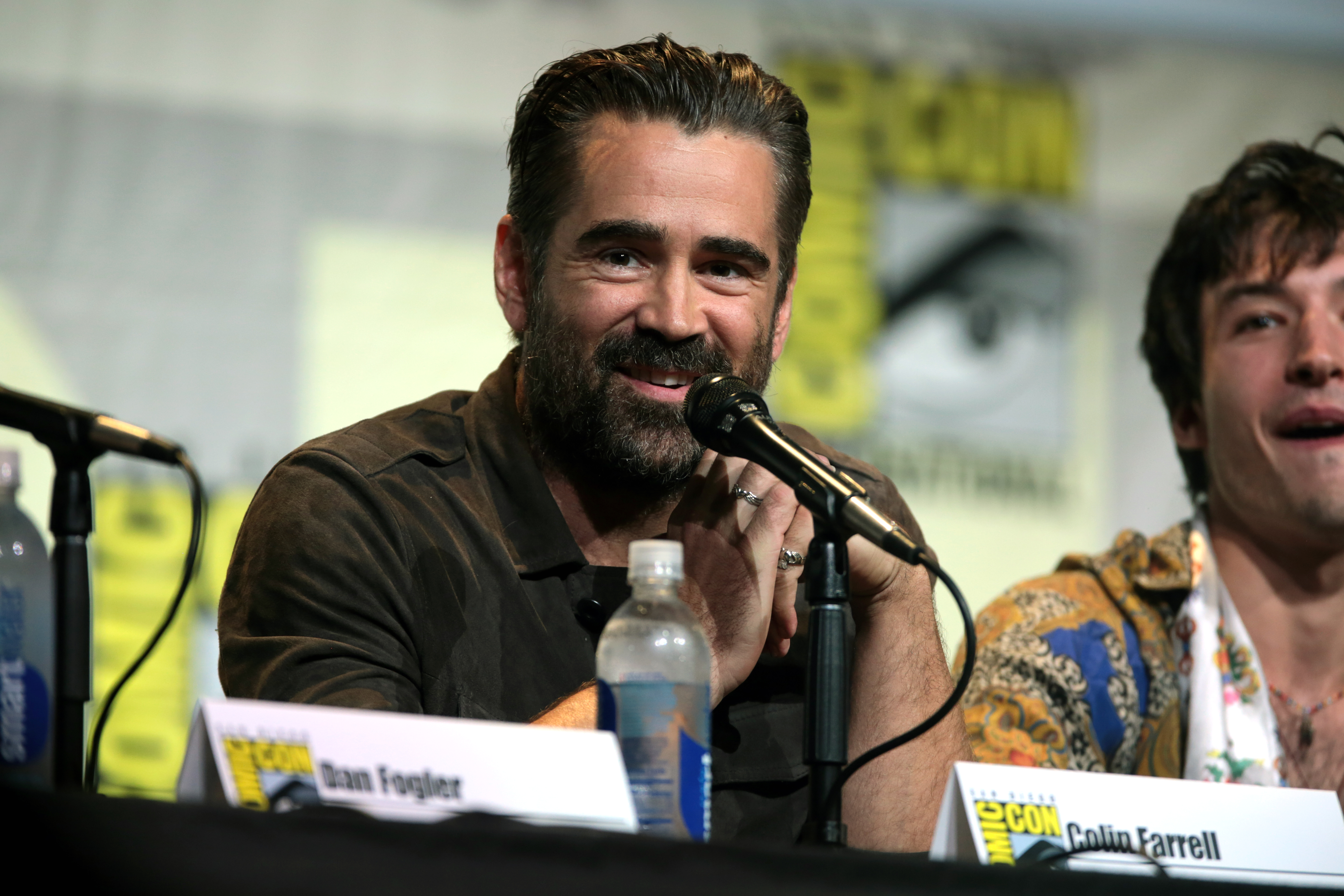
Colin Farrell (Percival Graves)
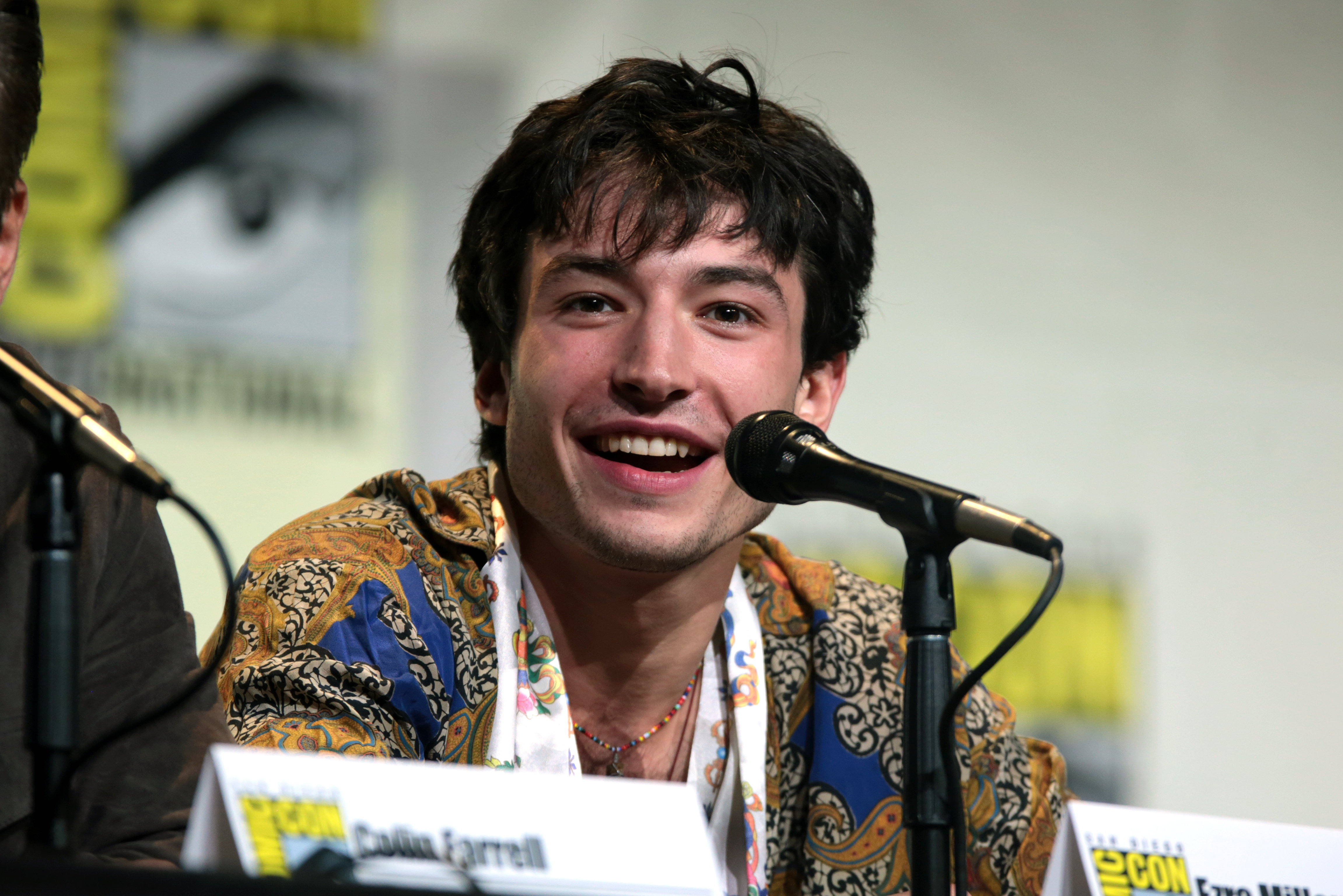
Ezra Miller (Croyance)

## Production

### Genèse et développement
En septembre 2013, J. K. Rowling annonce sur son compte Facebook que son livre-guide Les Animaux fantastiques sera adapté sous la forme d'un long métrage par les studios Warner Bros. Pictures. J. K. Rowling sera par ailleurs la scénariste de ce film.
Deux mois plus tard, le réalisateur Alfonso Cuarón (réalisateur du troisième opus Harry Potter et plus récemment de Gravity) annonce ne pas être contre l'idée de réaliser un nouveau film, autour de l'univers magique créé par J. K. Rowling. En août 2014, la Warner annonce que c'est finalement David Yates (réalisateur des quatre derniers films Harry Potter) qui se chargera de la réalisation du film.
Tim Burke, qui a travaillé en tant que responsable des effets spéciaux pour Harry Potter, reprend son rôle avec Christian Manz. Ils abandonnent alors leur film Tarzan, en pré-production, pour commencer le travail sur le film avec le directeur artistique Stuart Craig, le monteur Mark Day et la directrice de casting Fiona Weir, qui ont tous trois travaillé sur la série originelle. Ils sont accompagnés de Colleen Atwood, chef costumière, et de Philipe Rousselot, chef opérateur français, tous deux proches collaborateurs de Tim Burton. Par contre, le superviseur des effets spéciaux John Richardson (qui avait auparavant travaillé sur les sept épisodes de la série Harry Potter) est absent, remplacé par David Watkins, qui a également œuvré sur Tarzan.
Burke, assisté par Manz, dirige les nombreux studios britanniques et internationaux chargés sur les effets visuels : Cinesite, Double Negative, Framestore, MPC, etc.

### Attribution des rôles

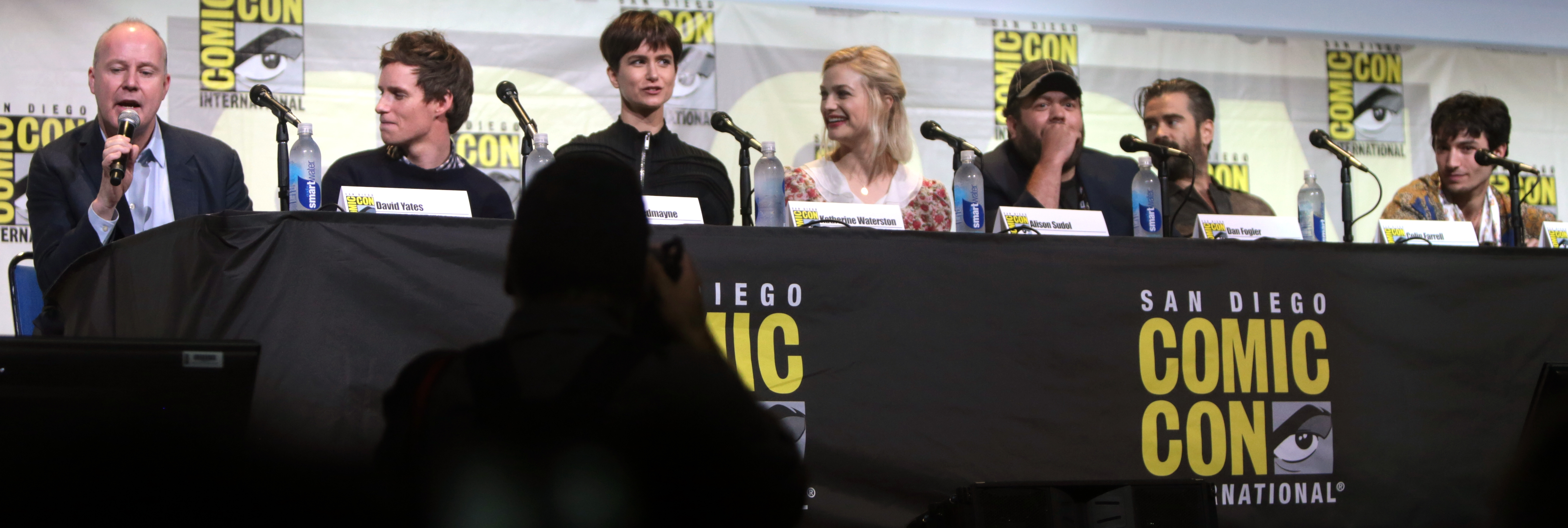
David Yates et une partie du casting au "San Diego Comic Con" de juillet 2016.

Le casting débute fin 2014. En avril 2015, Eddie Redmayne est dit favori pour le rôle principal masculin du film. Deux mois plus tard, l'acteur britannique est confirmé dans le rôle de Norbert Dragonneau.
En mai 2015, sept actrices sont en lice pour deux rôles féminins, : Kate Upton (Triple Alliance), Katherine Waterston (Inherent Vice) et Elizabeth Debicki (Gatbsy le magnifique, Macbeth, Agents très spéciaux : Code UNCLE) sont les trois favorites pour le rôle de Tina, auxquelles s'ajoutent Saoirse Ronan (Lovely Bones, Hanna, Les Âmes Vagabondes, The Grand Budapest Hotel), Dakota Fanning (Twilight), Lili Simmons (Banshee) et Alison Sudol pour le rôle de Queenie, la grande sœur de Tina. Par la même occasion, la production cherche l'ami de Scamander, Jacob parmi les acteurs suivants : Steve Zissis, Zack Pearlman et Dan Fogler.
En juin 2015, Katherine Waterston rejoint officiellement la distribution dans le rôle de Tina, diminutif de Porpentina, alors qu'elle concourait pour le rôle de Queenie. Quelques jours plus tard, une rumeur annonce qu'Ezra Miller (confirmé dans le rôle de Flash dans l'univers cinématographique DC) pourrait intégrer la distribution dans le rôle de Croyance.
En juillet 2015, alors qu'Alison Sudol obtient le rôle de Queenie, Dan Fogler obtient celui d'un Moldu du nom de Jacob et l'emporte ainsi sur Josh Gad, Michael Cera et John Krasinski, également en lice pour le rôle. En août, l'acteur Colin Farrell intègre la distribution dans le rôle de Graves.

### Tournage
Le tournage a débuté le 17 août 2015 dans les studios de cinéma Warner Bros. Studios Leavesden et dans Londres. Le 20 octobre 2015, il commence à Liverpool au St. George's Hall, où l'équipe de production a couvert l'emplacement avec de la fausse neige ainsi que l'ajout de voitures classiques sur la route afin de faire ressembler la ville à celle de New York dans les années 1920,. Le tournage s'est terminé le 29 janvier 2016. Le directeur artistique Stuart Craig explique : « Nous avons construit d'immenses extérieurs de New York à Leadvesden. Les rues comprenaient des façades de boutiques dans lesquelles on pouvait vraiment entrer, des rails de tramway, et des bouches d'égouts dont sortait de la vapeur. Une fois de plus, je me suis inspiré de l'architecture gothique, mais le décor de New York a un air plus contemporain que ceux des Harry Potter, même si ces films se passaient à notre époque. »

### Musique
La musique du film est composée par James Newton Howard. L'album Fantastic Beasts and Where to Find Them est sorti en France le 4 novembre 2016.

## Accueil

### Promotion
En novembre 2015, le magazine Entertainment Weekly dévoile les toutes premières images du film.

### Sorties internationales
Le film est sorti le 18 novembre 2016 aux États-Unis et le 16 novembre 2016 en France.

### Box-office
| Pays ou région | Box-office        | Date d'arrêt du box-office | Nombre de semaines |
| -------------- | ----------------- | -------------------------- | ------------------ |
| États-Unis     | 234 037 575 $     | 30 mars 2017               | 18 (fin)           |
| France         | 4 000 807 entrées | 8 mars 2017                | 15 (fin)           |
| Mondial        | 814 037 575 $     | 30 mars 2017               | 18 (fin)           |

Avec 814 millions de dollars de recettes, Les Animaux fantastiques arrive après la fin de son exploitation à la 59e place du box-office historique mondial.

## Distinctions

### Récompenses

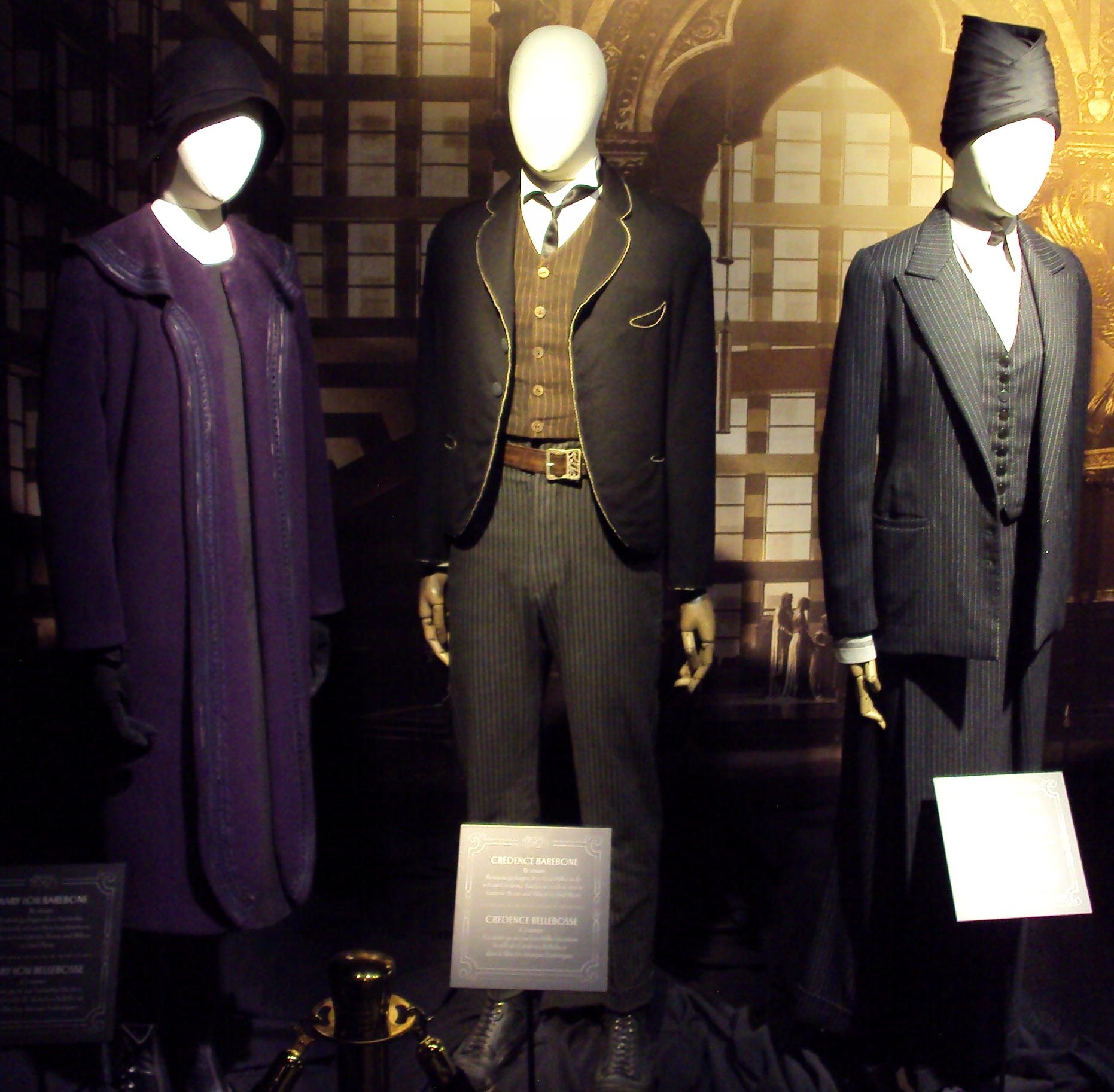
Quelques costumes de style années 1920, conçus par Colleen Atwood pour le film.

- Oscars 2017 : Meilleurs costumes pour Colleen Atwood
- Evening Standard British Film Awards 2016 : Prix de la rédaction[24].
- PFCS 2016 : Meilleurs costumes
- People's Choice Awards 2017 : Blockbuster préféré de la fin d'année
- BAFTA Film Awards 2017 : Meilleurs décors
- OFTA Film Awards 2017 :
  - Meilleurs décors
  - Meilleurs costumes
- IFMCA Awards 2017 : Meilleure bande originale de SF/Fantasy/Horreur
- Empire Awards 2017 :
  - Meilleur acteur pour Eddie Redmayne
  - Meilleurs costumes
  - Meilleurs décors
  - Meilleurs maquillages et coiffures
- Saturn Awards 2017 : Meilleurs costumes

### Nominations
- Oscars 2017 : Meilleurs décors
- Teen Choice Awards 2016 : AnTEENcipated film
- SLFCA Awards 2016 : Meilleure direction artistique
- WAFCA Awards 2016 : Meilleure direction artistique
- LVFCS Awards 2016 : 
  - Meilleure direction artistique
  - Meilleurs costumes
  - Meilleurs effets visuels
- Critics' Choice Movie Awards 2017 :
  - Meilleure direction artistique
  - Meilleurs costumes
  - Meilleurs coiffure et maquillage
  - Meilleurs effets visuels
- PFCS Awards 2016 :
  - Meilleurs effets visuels
  - Meilleure direction artistique
- FFCC Awards 2016 : 
  - Meilleurs direction artistique/décors
  - Meilleurs effets visuels
- Artios Awards 2017 : Film dramatique commercial
- VES Awards 2017 :
  - Meilleurs effets visuels dans un film en photoréel
  - Meilleure animation dans un film en photoréel
- ADG Awards 2017 : 
  - Excellence dans un film fantastique
- BAFTA Film Awards 2017 :
  - Meilleur film britannique
  - Meilleur son
  - Meilleurs costumes
  - Meilleurs effets visuels
- Hollywood Makeup Artist and Hair Stylist Guild Awards 2017 :
  - Meilleurs maquillages
  - Meilleures coiffures
  - Meilleurs maquillages d'effets spéciaux
- CDG Awards 2017 :
  - Excellence dans un film fantasy
- OFTA Film Awards 2017 
  - Meilleurs effets visuels
- AARP Movies for Grownups Awards
  - Meilleur scénariste
- ICG Publicists Guild of America 2017
  - Maxwell Weinberg film award
- IFMCA Awards 2017 : Meilleure bande originale de l'année
- Empire Awards 2017 :
  - Meilleur film britannique
  - Meilleurs effets visuels
- Irish Film and Television Awards 2017 :
  - Meilleur acteur dans un second rôle pour Colin Farrell
- Teen Choice Awards 2017 :
  - Meilleur film fantastique
  - Meilleur acteur dans un film fantastique pour Eddie Redmayne
  - Meilleure actrice dans un film fantastique pour Katherine Waterston

## Autour du film

### Publication du script
Le script du film est publié par Little, Brown and Company le jour de la sortie du film aux États-Unis, sous le titre Fantastic Beasts and Where to Find Them - The Original Screenplay. La couverture du livre et les illustrations à l'intérieur ont été dessinées par l'entreprise MinaLima, qui est également responsable des graphismes du film. Le texte comprend les dialogues du film, mais aussi la description des actions, du jeu des personnages, des décors et des mouvements de caméra.
Le script en français (Les Animaux fantastiques - Le texte du film) est traduit par Jean-François Ménard et publié par Gallimard le 30 mars 2017, après la sortie des DVD et Blu-Ray.

### Informations complémentaires
En septembre 2013, Les Animaux fantastiques devait faire l'objet d'une simple adaptation cinématographique du livre-guide éponyme, avant qu'il soit question en mars 2014 d'une trilogie,. En octobre 2016, J. K. Rowling déclare que la série comprendra finalement cinq films,.

### Suite
Les Crimes de Grindelwald, également réalisé par David Yates et écrit par J. K. Rowling, est sorti en 2018.